# Nicolau Tolentino de Almeida
Nicolau Tolentino de Almeida (* 10. September 1740 in Lissabon, Portugal; † 23. Juni 1811 ebenda) war ein portugiesischer Jurist und Lyriker. Er gilt als einer der bedeutendsten Satiriker Portugals im 18. Jahrhundert.

## Leben und Wirken
Nicolau Tolentinos Vater war Rechtsanwalt. Er studierte ab 1760 selbst Rechtswissenschaften an der Universität Coimbra. Sein Studium unterbrach er, da er ab 1767 als Lehrer für Rhetorik eingesetzt wurde. Er war in dieser Tätigkeit bis 1777 tätig, als er zum ordentlichen Professor für Rhetorik und Poesie ernannt wurde, aber ab 1780 dem Lehrbetrieb überdrüssig war und fortan bis zu seiner Pensionierung als Beamter im königlichen Außenministerium tätig war.
Als Lyriker wurde er erstmals zwischen 1779 und 1783 tätig, er schrieb allerdings anonym für diverse Zeitschriften. Zu seinem Werk gehörten Sonette, Oden und vor allem satirische Werke. In diesen griff er das Lissaboner Bürgertum stark an, dass er als dekadent bezeichnete und sich in der Maske eines armen, Lissaboner Bettlers über die Reichen lustig machte. Zu Lebzeiten wurde nur ein schmaler Band mit Versen veröffentlicht. Er war Mitglied der 2. Phase der Arcádia Lusitana.

## Ehrungen
Bis heute werden die Verse des Dichters in Portugal und Brasilien gerne gelesen und oftmals gut verkauft. Straßen sind in Lissabon, Matosinhos, Odivelas und Queluz nach ihm benannt.

## Werk
- Obras poeticas, 1801.
- Obra postuma, 1861 (enthält auch die satirischen Verse).